# 土布拉克湖
土布拉克湖是一个位于中国新疆维吾尔自治区和田地区的盐湖，面积约为17.39平方千米，属于蒙新高原区。它的一级流域为内流区诸河，二级流域为藏北内流区。